# Astelia menziesiana
Astelia menziesiana là một loài thực vật có hoa trong họ Asteliaceae. Loài này được Sm. mô tả khoa học đầu tiên năm 1819.